# Olympische Winterspiele 1924/Eisschnelllauf – 1500 m (Männer)
Die 1500 m im Eisschnelllauf der Männer bei den Olympischen Winterspielen 1924 wurden am 27. Januar im Stade Olympique de Chamonix ausgetragen.
Erster Olympiasieger wurde der Finne Clas Thunberg. Silber und Bronze ging an die Norweger Roald Larsen und Sigurd Moen.

## Ergebnisse
| Rang | Athlet                 | Nation             | Zeit (min) |
| ---- | ---------------------- | ------------------ | ---------- |
| 1    | Clas Thunberg          | Finnland           | 2:20,8 min |
| 2    | Roald Larsen           | Norwegen           | 2:22,0 min |
| 3    | Sigurd Moen            | Norwegen           | 2:25,6 min |
| 4    | Julius Skutnabb        | Finnland           | 2:26,6 min |
| 5    | Harald Strøm           | Norwegen           | 2:29,0 min |
| 6    | Oskar Olsen            | Norwegen           | 2:29,2 min |
| 7    | Harry Kaskey           | Vereinigte Staaten | 2:29,8 min |
| 8    | Charles Jewtraw        | Vereinigte Staaten | 2:31,6 min |
| 8    | Joseph Moore           | Vereinigte Staaten | 2:31,6 min |
| 10   | Alberts Rumba          | Lettland           | 2:32,0 min |
| 11   | Charles Gorman         | Kanada             | 2:35,4 min |
| 12   | William Steinmetz      | Vereinigte Staaten | 2:36,0 min |
| 13   | Axel Blomqvist         | Schweden           | 2:36,4 min |
| 14   | Léon Quaglia           | Frankreich         | 2:37,0 min |
| 15   | Leon Jucewicz          | Polen              | 2:42,6 min |
| 16   | André Gegout           | Frankreich         | 2:54,4 min |
| 17   | Gaston Van Hazebroeck  | Belgien            | 2:54,8 min |
| 18   | Georges de Wilde       | Frankreich         | 2:55,0 min |
| 19   | Louis De Ridder        | Belgien            | 3:01,8 min |
| 20   | Philippe Van Volckxsom | Belgien            | 3:14,6 min |
| 21   | Marcel Moens           | Belgien            | 3:16,8 min |
|      | Asser Wallenius        | Finnland           | DNF        |